# Het Kervel
Het Kervel is een buitenplaats even ten westen van Hengelo in de Gelderse Achterhoek. De oorsprong van dit huis zal gezocht moeten worden in een havezate.

## Geschiedenis
Het huis zou deel uitgemaakt hebben van het oudere landgoed Meyerinck, dat weer een deel was van het goed "Ten Breule". Een der oudste goederen en vermoedelijk ook het grootste in de omgeving.
De oudste vermelding van het goed Bruil in de Gelderse leenakteboeken dateert uit 1380 met als eigenaresse Griet van Breule. Meyerinck wordt voor het eerst vermeld in 1422. Een leenakte uit 1465 geeft voor het eerst duidelijkheid dat Meyerinck onderdeel was Breule.
In 1683 blijkt dat geslacht Van der Heyden als eigenaar het goed in handen heeft gekregen als onderpand voor een lening. In 1868 gaat het goed over aan Mathilde Richmondis Frederica Anna Maria von Wintgen, sedert 1857 douairière van Josephe Freiherr von Twickel. Zij liet in 1870 op haar nieuwe bezit, ontworpen door de architect H.J. Wennekers, een landhuis bouwen. In 1890 werd het uitgebreid met een extra verdieping.
Rond 1900 bedroeg het totale landgoed met boerderijen en landerijen circa 1140 hectare. Tot het Kervel behoorden toen de boerderijen Lenselink, Leemkuil, Horstink, Bruil, 't Klooster, Heerink, Elferink, Jolink en Groot Roessink, enkele boerderijen in Zelhem alsmede Wolfersveen.
De jongste zoon Von Twickel erfde het huis in 1903 en vond het blijkbaar nog steeds te klein en in 1906 werd er weer een stuk aangebouwd. In 1914 werd een andere Von Twickel erfgenaam, helaas zorgde zijn verkwistende levensstijl ervoor dat het landgoed in 1932 publiek geveild werd waarna het huisperceel gekocht werd door Jacob Philips.

## Het Kervel in de oorlogsjaren
In 1940 ontstond het idee om een jeugdherberg te vestigen in het Kervel. Via de NJHC zagen Ben en Alie de Graaf kans het Kervel te huren. ’t Kervel telde 43 kamers en zalen, inclusief eetzalen, balzaal en kamertjes op zolder. Het idee van een jeugdherberg ging al snel overboord en met Pasen 1941 werd dit het een plek voor pensiongasten en vakantiegangers.
In 1942 was ’t Kervel een populair vakantieverblijf. Ook de eerste onderduikers bevonden zich er inmiddels, voornamelijk bestaande uit Kultuurkamer-weigeraars en studenten uit onder andere Utrecht en Delft. Onder hen bevonden zich een aantal bekende Nederlanders als Constant van Wessem, Hendrik de Vries, Hendrik Prakke en de later bekend geworden Pim Dikkers.
Ook de eerste Joden waren inmiddels aanwezig op het Kervel en rond de koude Kerstmis van 1942 zat het hele huis vol gasten.
Al in februari 1941 kwam Ben de Graaf in contact met verzetslieden van de groep van Loek Visser uit de omgeving Ede-Arnhem. Er ontstond toen al de behoefte aan goede schuilplaatsen voor de gevallen van nood. Toen in 1943 de deportatie van de joden begon, is met een groep jongeren onder leiding van de Hengelose aannemer Bretveld begonnen met het graven van onderaardse gangen en de inrichting van een woonruimte onder de grond. Deze was via een verrijdbare haardschouw te bereiken. Een groep van onderduikers (voornamelijk joden) heeft hier van april 1943 tot 27 april 1944 onder de grond geleefd. In de nacht van 26 op 27 april 1944 vond er een inval plaats, terwijl er juist op dat moment een aantal onderduikers werd gelucht. De schuilplaatsen werden die nacht echter niet ontdekt. Wel werden dertien mensen opgepakt en naar de Koepelgevangenis in Arnhem overgebracht. Hieronder bevonden zich vijf joden, waarvan er vier in Auschwitz zijn vergast.
Van oktober 1944 tot 1 juli 1945 deed ’t Kervel dienst als noodziekenhuis onder het beheer van het Rode Kruis met Door Smit-de Windt als directrice.

## 't Kervel na de oorlog
Onder leiding van Ben de Graaf werden op ’t Kervel na de oorlog gerepatrieerde joden opgevangen. In 1947 werd ’t Kervel na de scheiding tussen Ben en Alie de Graaf en de financiële perikelen van dien verkocht.
Daarna werd het goed nog enkele keren verkocht om ten slotte in 1950 door de Orde der Zusters Clarissen verworven te worden. Zij moesten hun vorige bewoning, het kasteel Ammersoyen, wegens de zware oorlogsschade verlaten. Zij bouwden er een vleugel met een kapel aan zodat het grootste landhuis van de Achterhoek ontstond. Het koetshuis werd in 1951 verbouwd tot gastenverblijf.
Het 118 kamers tellende huis is sinds 1985 eigendom van de Stichting Elia die, na een grondige restauratie, het huis exploiteert voor cursussen en dergelijke.
Het huisperceel bedraagt thans zo'n 2,2 hectare en het huis heeft de status van gemeentelijk monument.